# Натгорст, Альфред Габриель
Альфред Габриель Натгорст (1850—1921) — шведский геолог и фитопалеонтолог.

## Биография
С 1885 г. — профессор стокгольмского университета и директор палеофитологического отделения государственного музея. Много путешествовал по европейским странам; два раза был на Шпицбергене; участвовал в экспедиции Норденшельда в Гренландию. В 1898 г., во главе экспедиции, исследовал Медвежьи о-ва, Шпицберген, в 1899 г. — восточный берег Гренландии, где открыл фиорд короля Оскара (англ. King Oscar Fjord‎).
Написал около 200 научных работ и заметок по геологии, 300 — по фитопалеонтологии, географии растений и чистой географии. Член-корреспондент СПб. АН c 01.12.1901 — по физико-математическому отделению (разряд физический).

## Труды
- «Om forntidens växter» (1875—76),
- «Bidrag till Sveriges fossila flora» (1875—78),
- «Geologiska kartbladet etc.» (1877—82),
- «Bilder ur forntidens växtverld» (1877),
- «Om floran i Skones kolforande bildningar» (1878—79),
- «Bidrag till Japans fossila flora» (1882),
- «Om spår af några evertebrerade djur etc.» (1880),
- «Sveriges Geologi» (1894) и др.